# Sarah Munro
Sarah Munro (Hertfordshire, 18 maggio 1996) è una cantautrice e musicista britannica.

## Biografia
Nel 2013 Sarah Munro ha ricevuto il premio Young Musician of the Year dalla sua scuola a Berkhamsted. Nel 2016 si è esibita al Cheltenham Jazz Festival e ha supportato i cantanti Paul Carrack, Jimmy Webb, Johnny Hates Jazz e Clare Teal. A marzo 2018 è iniziata la sua prima tournée solista e nel medesimo anno ha pubblicato il suo secondo album Angel Road, promuovendolo al Cambridge Folk Festival.

## Discografia

### Album in studio
- 2016 – Say Hello To You
- 2018 – Angel Road

### Singoli
- 2015 – For Eternity
- 2016 – Autumn Leaves
- 2016 – I'll Be Home For Christmas